# İrfan Kahveci
İrfan Can Kahveci (sinh ngày 15 tháng 7 năm 1995) là một cầu thủ bóng đá chuyên nghiệp người Thổ Nhĩ Kỳ thi đấu ở vị trí tiền vệ cho câu lạc bộ Fenerbahçe tại Süper Lig và đội tuyển quốc gia Thổ Nhĩ Kỳ.

## Sự nghiệp câu lạc bộ

### Gençlerbirliği
Sau thời gian thi đấu ở đội trẻ của Gençlerbirliği, Irfan Can có trận ra mắt đội một trong mùa giải 2014–2015 của Super Lig. Ngày 9 tháng 11 năm 2014, anh ghi bàn trong phút 63 trong trận đấu với Kasımpaşa. Anh kết thúc mùa giải với 6 bàn thắng trong 30 trận đấu ở cả liên đoàn và cúp.
Trong mùa giải thứ hai với Gençlerbirliği, anh có thêm 3 bàn thắng trong 33 trận đấu ở tất cả các giải đấu.

### İstanbul Başakşehir
Ngày 26 tháng 12 năm 2016, Kahveci ký hợp đồng 4,5 năm với İstanbul Başakşehir. Ngày 2 tháng 12 năm 2020, anh ghi hat-trick trong trận đấu với RB Leipzig tại UEFA Champions League. Tuy nhiên, đội của anh đã thất bại với tỷ số 3–4. Điều này khiến anh trở thành cầu thủ thứ ba ghi hat-trick nhưng đội của anh thất bại tại Champions League, sau Ronaldo và Gareth Bale.

### Fenerbahçe
Ngày 31 tháng 1 năm 2021, Fenerbahçe thông báo qua Twitter rằng Kahveci đã gia nhập đội. Anh ký hợp đồng 4,5 năm với Fenerbahçe với mức phí €7 triệu.
Ngày 4 tháng 3 năm 2021, anh ra mắt trong trận đấu với Antalyaspor tại Süper Lig, trận đấu kết thúc với tỷ số 1–1 tại Şükrü Saracoğlu Stadium. Tháng 10 năm 2021, anh ghi bàn đầu tiên trong trận đấu với Konyaspor, Fenerbahçe thất bại 1–2.
Trong mùa giải 2023–24, anh có một khởi đầu mạnh mẽ với HLV mới là huyền thoại đội bóng İsmail Kartal và trở thành một trong những cầu thủ chủ chốt đảm nhận nhiều trách nhiệm trên sân. Ngày 26 tháng 10 năm 2023, anh mặc áo Fenerbahçe trong trận thứ 100 của mình ở tất cả các giải đấu, đối đầu với Ludogorets Razgrad tại vòng bảng UEFA Europa Conference League, Fenerbahçe giành chiến thắng 3–1 tại Şükrü Saracoğlu Stadium.

## Sự nghiệp quốc tế
Kahveci được HLV Fatih Terim triệu tập cho trận giao hữu của Đội tuyển bóng đá quốc gia Thổ Nhĩ Kỳ gặp Nga vào ngày 31 tháng 8 năm 2016 và trận Vòng loại World Cup 2018 tiếp theo gặp Croatia. Anh có trận ra mắt trong đội tuyển quốc gia vào ngày 23 tháng 3 năm 2018 trong trận thắng 1–0 trước Ireland. Trong trận giao hữu thứ hai của anh vào tháng 6 năm 2019, gặp Uzbekistan, anh có cơ hội ghi bàn quốc tế đầu tiên nhưng đá hỏng quả penalty ở phút 90. Tuy nhiên, Thổ Nhĩ Kỳ vẫn giành chiến thắng 2–0 nhờ cú đúp của Zeki Çelik.

## Thống kê sự nghiệp

### Câu lạc bộ
Tính đến ngày 10 tháng 3 năm 2024.
| Club                | Season       | League           | League | League | Turkish Cup | Turkish Cup | Continental | Continental | Other | Other | Total | Total |
| Club                | Season       | Division         | Apps   | Goals  | Apps        | Goals       | Apps        | Goals       | Apps  | Goals | Apps  | Goals |
| ------------------- | ------------ | ---------------- | ------ | ------ | ----------- | ----------- | ----------- | ----------- | ----- | ----- | ----- | ----- |
| Hacettepe (loan)    | 2013–14      | TFF Third League | 34     | 4      | 4           | 2           | –           | –           | –     | –     | 38    | 6     |
| Gençlerbirliği      | 2014–15      | Süper Lig        | 24     | 5      | 6           | 1           | –           | –           | –     | –     | 30    | 6     |
| Gençlerbirliği      | 2015–16      | Süper Lig        | 32     | 3      | 1           | 1           | –           | –           | –     | –     | 33    | 4     |
| Gençlerbirliği      | 2016–17      | Süper Lig        | 15     | 1      | 1           | 0           | –           | –           | –     | –     | 16    | 1     |
| Gençlerbirliği      | Total        | Total            | 71     | 9      | 8           | 2           | 0           | 0           | 0     | 0     | 79    | 11    |
| İstanbul Başakşehir | 2016–17      | Süper Lig        | 12     | 1      | 4           | 0           | –           | –           | –     | –     | 16    | 1     |
| İstanbul Başakşehir | 2017–18      | Süper Lig        | 25     | 1      | 4           | 1           | 4           | 0           | –     | –     | 33    | 2     |
| İstanbul Başakşehir | 2018–19      | Süper Lig        | 32     | 4      | 3           | 0           | 2           | 0           | –     | –     | 37    | 4     |
| İstanbul Başakşehir | 2019–20      | Süper Lig        | 29     | 4      | 0           | 0           | 10          | 2           | –     | –     | 39    | 6     |
| İstanbul Başakşehir | 2020–21      | Süper Lig        | 18     | 2      | 1           | 1           | 6           | 3           | 0     | 0     | 25    | 6     |
| İstanbul Başakşehir | Total        | Total            | 116    | 12     | 12          | 2           | 22          | 5           | 0     | 0     | 150   | 19    |
| Fenerbahçe          | 2020–21      | Süper Lig        | 12     | 0      | 0           | 0           | –           | –           | –     | –     | 12    | 0     |
| Fenerbahçe          | 2021–22      | Süper Lig        | 24     | 4      | 1           | 0           | 4           | 0           | –     | –     | 29    | 4     |
| Fenerbahçe          | 2022–23      | Süper Lig        | 27     | 4      | 5           | 0           | 10          | 3           | –     | –     | 42    | 7     |
| Fenerbahçe          | 2023–24      | Süper Lig        | 25     | 10     | 1           | 0           | 12          | 4           | 0     | 0     | 38    | 14    |
| Fenerbahçe          | Total        | Total            | 88     | 18     | 7           | 0           | 26          | 7           | 0     | 0     | 121   | 25    |
| Career total        | Career total | Career total     | 309    | 43     | 32          | 6           | 48          | 12          | 0     | 0     | 389   | 61    |

1. 1 2 3  Appearances in UEFA Europa League
2. ↑  One appearances in UEFA Champions League, nine appearances and two goals in UEFA Europa League
3. ↑  Appearances in UEFA Champions League
4. ↑  Two appearances in UEFA Champions League, eight appearances and two goals in UEFA Europa League
5. ↑  Appearances in UEFA Europa Conference League

### Quốc tế
Tính đến ngày 26 tháng 3 năm 2024
| Đội tuyển quốc gia | Năm       | Trận | Bàn |
| ------------------ | --------- | ---- | --- |
| Thổ Nhĩ Kỳ         |           |      |     |
| 2018               | 6         | 0    |     |
| 2019               | 8         | 0    |     |
| 2020               | 3         | 0    |     |
| 2021               | 4         | 1    |     |
| 2022               | 3         | 0    |     |
| 2023               | 6         | 1    |     |
| 2024               | 1         | 0    |     |
| Tổng cộng          | Tổng cộng | 31   | 2   |

Bàn thắng và kết quả của Thổ Nhĩ Kỳ được để trước.
| # | Ngày                | Địa điểm                                    | Số trận | Đối thủ | Bàn thắng | Kết quả | Giải đấu                 |
| - | ------------------- | ------------------------------------------- | ------- | ------- | --------- | ------- | ------------------------ |
| 1 | 20 tháng 6 năm 2021 | Sân vận động Olympic Baku, Baku, Azerbaijan | 21      | Thụy Sĩ | 1–2       | 1–3     | UEFA Euro 2020           |
| 2 | 16 tháng 6 năm 2023 | Sân vận động Skonto, Riga, Latvia           | 25      | Latvia  | 3–2       | 3–2     | Vòng loại UEFA Euro 2024 |